# Edmund Frank Davies
Edmund Frank Davies, född 1900, död 1951, var en brittisk militär och författare.
Davies fick sin träning vid Sandhurst, var officer och smögs in i Albanien av Special Operations Executive för att beväpna albanska motståndsrörelser mot axelmakterna. Han föredrog kommuniströrelsen inför Foreign Office. Han tillfångatogs av nazisterna 1944 men befriades av amerikanska trupper 1945. Hans memoarer Illyrian Venture : The Story of the British Military Mission to Enemy-Occupied Albania, 1943-44 publicerades i London 1952.